# UK Singles Downloads Chart

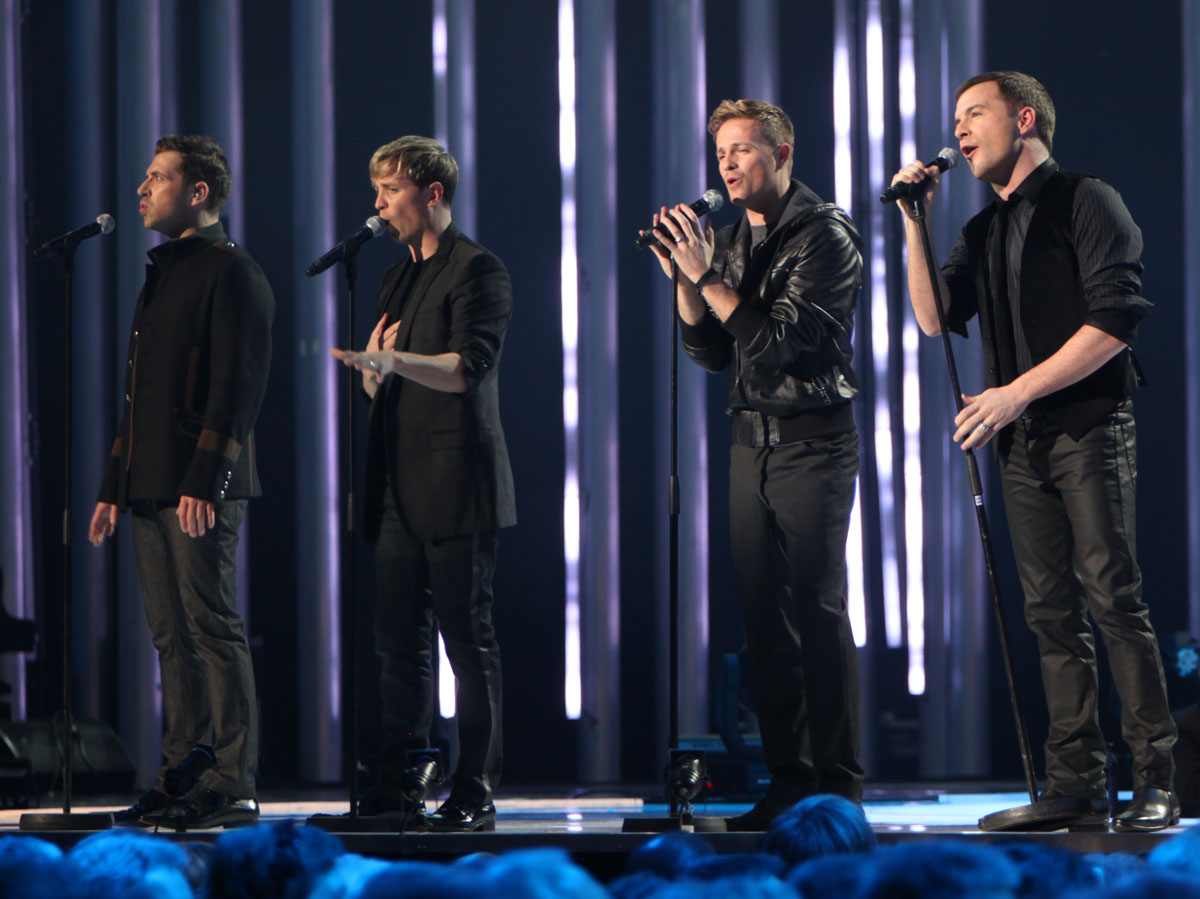
UK Official Download Chart

UK Official Download Chart — es una lista británica  de sencillos y canciones 
sobre la base de ventas digitales, formada por The Official Charts Company.
La lista consta de 40 artículos. En el año 2006, constaba de 200 personas. En la lista solo tiene en cuenta las llamadas descargas digitales permanentes - descargas pagadas de canciones en sitios especializados, con pago por canción o sencillo. Así que esto no incluye las ventas digitales de los sitios donde se introduce un cargo mensual por un número indefinido de descargas.

## Historia
Con el advenimiento de las ventas por Internet de las pistas de música, The Official Charts Company  ha decidido crear una lista que refleja sus estadísticas. La primera lista se publicó el 26 de junio de 2004. A principios de enero de 2005, el número de ventas digitales por primera vez en la historia de las listas británicas superó a las ventas físicas. El 17 de abril de 2005 la lista oficial de sencillos UK Singles Chart tomaría en cuenta las estadísticas sobre las ventas digitales.
El primer sencillo para encabezar la UK Official Download Chart fue la canción del grupo Pixies " Bam Thwok ".
[2] [3] [4] . Más largo (11 semanas) en el cuadro de la primera canción fue Gnarls Barkley " loco ". El mayor número de descargas en un solo gráfico la historia de Lady Gaga " Poker Face " [5] .С появлением Интернет-продаж музыкальных треков The Official Charts Company решила создать отдельный хит-парад, отражающий их статистику. Первый чарт был опубликован 26 июня 2004 года.
В начале января 2005 года количество цифровых продаж впервые в истории британских чартов превысило физические продажи. 17 апреля 2005 года официальный британский хит-парад синглов UK Singles Chart стал учитывать статистические данные о цифровых продажах.
Первым синглом, возглавившим UK Official Download Chart стала песня группы The Pixies «Bam Thwok». Дольше всего (11 недель) в чарте на первом месте находилась песня Gnarls Barkley «Crazy». Наибольшее количество скачиваний в истории чарта у сингла Леди Гаги «Poker Face».
Las ventas semanales de descargas de álbumes se registró por primera vez en el Reino Unido en abril de 2006. El primer álbum de la lista era This New Day de Embrace.

## Criterios para la inclusión
- La pista debe tener una duración máxima de 15 minutos.
- PDDs (Permanent Digital Downloads) debe ser comprado por el distribuidor en un mínimo de 40 peniques por canción, o 32p, si la discográfica no publicará un conjunto de precio de la agencia. El distribuidor puede vender las pistas en una pérdida a su propio criterio.[7]